# K Callan
Katherine Elizabeth Callan (Dallas, 9 de janeiro de 1936) é uma atriz e autora americana. Ela é conhecida por ter interpretado Martha Kent, mãe de Clark Kent, na série de televisão da ABC, Lois & Clark: The New Adventures of Superman. 
K Callan também escreveu vários livros. Ela recebeu seu treinamento de atuação no HB Studio, em Nova York.

## Filmografia

### Cinema
| Ano  | Título                     | Papel                          | Notas         |
| ---- | -------------------------- | ------------------------------ | ------------- |
| 1970 | Joe                        | Mary Lou Curran                |               |
| 1971 | La mortadella              | Senhora do Metrô               | Não-creditada |
| 1972 | Hail                       | Sra. Burd                      |               |
| 1973 | Um Toque de Classe         | Patty Menkes                   |               |
| 1979 | Fast Break                 | Sra. Tidwell                   |               |
| 1979 | The Onion Field            | Sra. Powell                    |               |
| 1980 | American Gigolo            | Lisa Williams                  |               |
| 1980 | A Change of Seasons        | Alice Bingham                  |               |
| 1982 | Fast-Walking               | Gerente do Motel               |               |
| 1991 | The Unborn                 | Martha Wellington              |               |
| 1991 | Frankie and Johnny         | Mãe de Frankie                 |               |
| 1998 | Border to Border           | Sra. Piston                    |               |
| 1999 | A Fare to Remember         | Ginny                          |               |
| 2002 | Devious Beings             | Senhora Jane                   |               |
| 2005 | Nine Lives                 | Marisa                         |               |
| 2005 | Crazylove                  | Sra. Hallstrom                 |               |
| 2006 | Midnight Clear             | Eva                            |               |
| 2007 | Coyote County Loser        | Maggie Hopps                   |               |
| 2007 | 88 Minutos                 | Shelly Barnes                  |               |
| 2008 | Downloading Nancy          | Carol                          |               |
| 2010 | Why Did I Get Married Too? | Sra. Tannenbaum                |               |
| 2012 | Not That Funny             | Toogey Richmonde               |               |
| 2013 | Samuel Bleak               | Elaine                         |               |
| 2019 | Knives Out                 | Wanetta "Grande Nana" Thrombey |               |

### Televisão
| Ano       | Título                                       | Papel                        | Notas                                              |
| --------- | -------------------------------------------- | ---------------------------- | -------------------------------------------------- |
| 1962      | Route 66                                     | Operadora da União Ocidental | Episódio: "Aren't You Surprised to See Me?"        |
| 1972      | Great Performances                           | Evelyn Jackson               | Episódio: "The Rimers of Eldritch"                 |
| 1976-1977 | One Day at a Time                            | Alice Butterfield            | 4 episódios                                        |
| 1977      | Barney Miller                                | Gwen Baxter                  | Episódio: "Fire '77"                               |
| 1977      | Fish                                         | Sra. Lester                  | 2 episódios                                        |
| 1977      | All in the Family                            | Veronica Cartwright          | Episódio: "Cousin Liz"                             |
| 1977      | James at 16                                  | Sra. Stevens                 | Episode: "Pilot"                                   |
| 1977      | Rhoda                                        | Dra. Sanders                 | Episódio: "Who's Why"                              |
| 1978      | Family                                       | Sophie Sullivan              | Episódio: "Starting Over"                          |
| 1979      | Ike: The War Years                           | Sra. Westerfield             | Telefilme de 2 partes                              |
| 1979      | Blind Ambition                               | Sra. Kleindienst             | Minissérie                                         |
| 1982      | Police Squad!                                | Charlotte Burton             | Episódio: "The Butler Did It (A Bird in the Hand)" |
| 1983      | Cutter to Houston                            | Connie Buford                | Elenco principal                                   |
| 1983      | Newhart                                      | Janet Ebersol                | Episódio: The Visitors                             |
| 1985      | Hollywood Wives                              | Catherine                    | Minissérie                                         |
| 1985      | St. Elsewhere                                | Patty Galecki                | 2 episódios                                        |
| 1986      | It's A Living                                | Mãe de Dot                   | Episódio: Oddest Couple                            |
| 1989      | Quantum Leap                                 | Lenore Mackenzie             | Episódio: "The Americanization of Machiko"         |
| 1990      | Dallas                                       | Amy Stevens                  | 4 episódios                                        |
| 1993-1997 | Lois & Clark: The New Adventures of Superman | Martha Kent                  | Elenco principal                                   |
| 1993      | Star Trek: Deep Space 9                      | Alsia                        | Episódio: "Rivals"                                 |
| 2000      | Diagnosis: Murder                            |                              | 1 episódio                                         |
| 2003-2005 | Carnivàle                                    | Eleanor McGill               | Papel recorrente, 8 episódios                      |
| 2006      | Cold Case                                    | Helen Russell                | Episódio: "The Hen House"                          |
| 2007-2012 | How I Met Your Mother                        | Vovó Lois                    | 3 episódios                                        |
| 2009-2010 | Meet The Browns                              | Senhorita Daisy/Daisy LaRue  | 20 episódios                                       |
| 2013      | Getting On                                   | Susan Dayward                | 3 episódios                                        |
| 2016      | Veep                                         | Judy Sherman                 | Papel recorrente                                   |
| 2011-2020 | NCIS                                         |                              | 2 episódios                                        |